# Lysandra corona
Lysandra corona är en fjärilsart som beskrevs av Ruggero Verity 1936. Lysandra corona ingår i släktet Lysandra och familjen juvelvingar. Inga underarter finns listade i Catalogue of Life.